# Oľga Kozičová
Oľga Kozičová (provd. Beňová, Gubzová, Richterová) (* 25. června 1951 Bratislava – 26. ledna 2016 Vídeňské Nové Město) je bývalá československa sportovní plavkyně, účastnice olympijských her v roce 1968.

## Sportovní kariéra
Jako rodačka z Bratislavy přišla již v útlém věku o matku a vyrůstala s otcem a dvěma bratry. Plavat se naučila ve 4 letech pod vedením svého otce a od 6 let se začala připravovat na závodní dráhu pod vedením Vladimír Skovajsi v plaveckém oddíle Slávia UK. Od 9 let přešla k trenérce Vlastě Warové. Systematickou přípravou od mladého věku získala mimořádný cit pro vodu. Její otec byl velkým sportovním fanouškem a viděl ve své dceři druhou Yvonu Tobišovou, která na přelomu padesátých a šedesátých let dvacátého století začala plnit titulky slovenských novin jako zázračné dítě. Byl to pro něho jediný způsob jak relativně rychle dostat dceru ze složité sociální a ekonomické situace, ve které se nacházel.
Mnoho času mimo bazén trávila se svojí trenérkou Wawrovou, ve které nalezla druhou matku – pikantností jejich vztahu bylo, že se obě narodily ve stejný den. Od svých 11 let trénovala vrcholově (dvoufázově), denně naplavala 4 km a například ve svých 14 letech vzpírala dvacetikilové činky. Specializovala se na plavecký styl kraul.

### Rivalky a mistrovství Evropy 1966
Poprvé na sebe upozornila v plavecké lize žen v roce 1963 a v olympijském roce 1964 se začala přibližovat k časům československé plavecké špičky. Po emigraci Yvony Tobišové v roce 1965 se její největší soupeřkou stala gottwaldovská Marie Kočendová. Jejich vzájemné souboje patřily k ozdobám plaveckých závodů. V roce 1966 obě závodnice startovaly na mistrovství Evropy v nizozemském Utrechtu. Na 100 m volný způsob skončila za Kočendovou a nepostoupila z rozplaveb. Na 400 m volný způsob zaplavala lépe než Kočendová, ale na postup mezi finálovou osmičku čas 5:01,8 nestačil.

### Zlomový rok 1967
Od roku 1967 vykročila razantně vpřed k evropské plavecké špičce – v 50 metrovém bazénu vylepšila československé rekordy na 100, 200 a 400 m volným způsobem. Na 100 m se jako první žena z Československa dostala pod 63 s (1:02,5). Na 400 m volný způsob se jako první žena z Československa dostala pod 5 minut – v letní sezóně stáhla svůj vlastní československý rekord z 5:00,2 (1966) až na 4:51,1 (1967). Nejlépe se však jevila na trati 200 m volný způsob, která byla nově zařazena do programu olympijských her. Na ní se s trenérkou Vlasta Wawrovou soustředili primárně v přípravě na olympijské hry v Mexiku v roce 1968.

### Evropský rekord a závody v USA 1968
6. dubna 1968 překonala na plaveckých závodech v 50 metrovém krytém bazénu v Žilině o 3 desetiny vteřiny evropský rekord Francouzky Danièle Dorléansové. Nový evropský rekord měl hodnotu 2:14,7 s. Po závodě řekla: "Ani ve snu jsem nepočítala, že bych mohla plavat takový čas. Měla jsem potíže s ramenem, které stále bolí. Absolvovala jsem jen pět tréninků. A ono to vyšlo". Trenérka Wawrová s ní totiž původně rozplánovala čas na 2:17,0.
V červenci 1968 odjela na další fázi olympijské přípravy do Spojených států, kde na místních závodech v Santa Claře vylepšila 6. července vlastní evropský rekord na 2:14,4 s. Později ve finále doplavala v čase 2:14,5 o desetinu horší na 6. místě v nejlepší světové ženské konkurenci. Pozitivní pro ní bylo, že z pěti Američanek, které jí předstihli mohli na olympijských hrách startovat tři nejlepší. Z USA si přinesla poznatek: "Nevím jak plavu. Viděla jsem se v televizi, to je málo. Slíbili, že natočí film, abych mohla vidět svůj styl, ale zatím k tomu nedošlo. Měla bych dělat podobná tempa rukou a nohou jako Američanky, ale já přece neznám ani svůj styl..."

### Ztráta evropského rekordu
Začátkem srpna 1968 její evropský rekord překonala výrazně časem 1:12,4 Francouzka Claude Mandonnaudová. Reakcí na tento čas bylo zlepšení československého rekordu na 200 m volný způsob časem 2:13,9 na mistrovství republiky. O dva týdny později však evropský rekord k hranici 130 sekund (2:10,2) posunula jugoslávská Chorvatka Mirjana Šegrtová. Místem, kde padl nový evropský rekord byla Bratislava – mezistátní souboj ČSSR vs. Jugoslávie. V závodě na 200 m volný způsob plavala s Šegrtovou i Kozičová. Její výsledný čas 2:16,7 byl sice stále výborný, ale dvě sekundy za jejím osobním rekordem a vzbudil pochopitelné rozpaky mezi sportovní veřejnosti. Trenérka Wawrová její slabší výsledek omluvila jako vyvrcholení deprese, která přišla v pravý moment.

### Olympijské hry 1968
V den kdy Wawrové komentář vyšel v novinách, bylo Československo obsazeno vojsky Varšavské smlouvy. V době vpádu byla již s trenérkou Wawrovou na další přípravné fázi v Bulharsku v horském tréninkovém středisku v Kostenci. Po návratu v polovině září si přípravu pochvalovala. Na olympijské hry do Mexika odletěla kvůli aklimatizaci již 16. září, měsíc před svým startem v olympijské soutěži. Stanovila si skromný cíl dostat se alespoň do finále na 200 m volný způsob.
Do Mexika odletěla jako jediná zástupkyně závodního plavání, což bylo po psychické stránce náročné. Při tréninku jí alespoň dělal sparingpartnera moderní pětibojař Pavel Kupka. Skamarádila se s atletkou Jaroslavou Jehličkovou. Vysokohorské prostředí jí však ani po čtyřech týdnech aklimatizace nevonělo: "Když mi trenérka naložila víc práce ve vodě, musela druhý den ubrat. Jednou jsem běžela 100 m a měla jsem krk tak vysušený, že bych vypila cokoliv." Jinak se cítila dobře. 18. října nastoupila ke své první disciplíně 100 m volný způsob a časem 1:03,3 postoupila z rozplaveb do semifinále. V semifinále zaplavala rychleji 1:02,6, ale na postup mezi finálovou osmičku potřebovala atakovat svůj osobní a československý rekord 1:01,7 ze srpnového mistrovství republiky.
19. října měla startovat na 400 m volný způsob, ale po problémech s aklimatizací se s trenérkou rozhodla do závodu nenastoupit a soustředit se na svojí hlavní trať 200 m volný způsob – každopádně její osobní a československý rekord 4:47,1 ze srpnového mistrovství republiky by bohatě stačil na postup do finále.
21. října nastoupila ke svému hlavnímu závodu na 200 m volný způsob. V první rozplavbě zaplavala slabší čas 2:16,1 a nervózně sledovala své soupeřky v dalších rozplavbách. Před závěrečnou šestou rozplavbou byla na sedmém postupovém místě do finále. V cíli šesté rozplavby jí překonala pouze Mirjana Šegrtová a osmým nejlepším časem z rozplaveb postoupila do finále. 22. října zaplavala ve finále závodu na 200 m volný způsob čas 2:16,0, který stačil pouze na poslední osmé místo. V polovině závodu byla na šestém místě, ale uspěchala třetí obrátku – obracela se bez nádechu a poslední padesátku doslova lapala po dechu. V Mexiku chodila i fandit dalším sportovcům. K největším zážitkům patřilo, když z první řady viděla veleskok do dálky 890 cm Boba Beamona. Viděla vítězství Mileny Dufkové. Mrzelo jí však se nedostala do haly na Věru Čáslavskou.
Po návratu z olympijských her si hned domluvila individuální závod na 200 m volný způsob v bazénu Podolí s cílem překonat československý rekord. Snažila se využít olympijské přípravy a v domácích podmínkách docílit co nejlepšího času. V koutku duše doufala i v evropský rekord 2:10,2, ten však byl 25. října mimo její možnosti. Dosažený čas 2:13,0 s byl však novým československým rekordem.

### Problémy s imunitou
V po olympijské sezóně 1969 maturovala a chystala se na přijímačky na fakultu FTVS Univerzity Komenského. V březnu se na soustředění ve Švýcarsku nastydla a celé jaro střídavě promarodila – lékaři jí diagnostikovali hongkongskou chřipku, která koncem šedesátých let dvacátého století řádila ve střední Evropě. I přes tyto komplikace dokázala v letní sezóně udržet pozici nejlepší československé plavkyně. Na podzim se jí však v přípravě na novou sezónu zdravotní problémy s imunitou neustále vracely, celý říjen strávila v nemocnici.
Sezónu 1970 jí silně ovlivnily problémy s psychikou. Nekvalifikovala se na mistrovství Evropy v Barceloně. Startovala pouze na srpnové Univerziádě v italském Turíně, kde v rozplavbách na 100 a 400 m volný způsob zaostala hluboko za svými osobními rekordy a nepostoupila do finále. Před začátkem letní sezóny 1971 oznámila ukončení sportovní kariéry. Pravý důvod uvedla po letech v rozhovoru pro slovenský deník Šport. Tréninky jí přestaly po olympijských hrách v Mexiku bavit. Trenérka Wawrová jí nedokázala dále motivovat. Jen na ní křičela a vyčítala jí, že se nesnaží. Tím se s ní dostala do konfliktu, který skončil rozchodem.
Od roku 1972 začala opět aktivně plavat v lize za domovský oddíl Slávia UK jako vdaná paní pod jménem Oľga Běňová – z prvního manželství ma syna Martina. V roce 1973 při rozhovoru vyjádřila přání věnovat se po skončení FTVS trenérské práci. Nemohla pochopit, jak mohou být její rekordy na 100 a 200 m z roku 1968 při tehdy moderních tréninkových metodách stále v platnosti. Vyjádřila pochybnosti o způsobu trénování v Československu: "Myslím, že u nás stále v trenérské práci hledáme něco, co už jiní dávno našli." dále dodala: "Našim plavcům chybí proti zahraničním sebedůvěra, dravost a odvaha".

## Trenérská a profesní práce
Po skončení vysoké školy se věnovala trenérské práci v domovském oddíle Slávia UK. Ještě jako studentka začínala trénovat děti na Riazanské ulici v Bratislavě. S Wawrovou se několikrát profesně dostala do konfliktu. Wawrová jí vyčítala nedůslednost, že se nedokáže do své role trenérky emotivně vložit. Vše vyústilo v roce 1975, kdy Kozičová po jednom večírku, společensky unavena, všechny křivdy, co od ní slyšela, zopakovala Wawrové do očí. Kupodivu Wawrová všechno, co jí ten večer od srdce řekla, vzala bez větší újmy, a jejich vztah se od té doby zlepšil způsobem, že byly schopné jet na společnou dovolenou.
Jako trenérce se jí však v Bratislavě nevedlo. Cítila se odstrkovaná. Proto počátkem osmdesátých let dvacátého století využila nabídky jít legální cestou přes Pragosport trénovat do rakouského Südstadtu, kde již předtím působil trenér Ján Žížala. Zde připravila pro start olympijských hrách v Los Angeles v roce 1984 prsaře Thomase Böhma. V roce 1986 jí skončila smlouva a měla se vrátit do Československa, jenže využila další legální cesty jak v Rakousku zůstat. Vdala se za rakouského občana Gubzu.
U rakouské reprezentace skončila jako trenérka po olympijských hrách v Soulu v roce 1988. Mezitím si dodělala pedagogické minimum a začala učit na tělocvik na sportovním gymnáziu v rakouském Vídeňském Novém Městě.
V Rakousku byla dlouho známá pod jménem svého druhého manžela jako Olga Gubza. Krátce před svou smrtí se potřetí vdala za kolegu trenéra Erwina Richtera. Zemřela v roce 2016 ve věku 64 let.